# Parerythropodium maristenebrosi
Parerythropodium maristenebrosi är en korallart som beskrevs av Stiasny 1937. Parerythropodium maristenebrosi ingår i släktet Parerythropodium och familjen läderkoraller. Inga underarter finns listade i Catalogue of Life.